# Luetkenotyphlus brasiliensis
Luetkenotyphlus brasiliensis é uma espécie de anfíbio da família Siphonopidae. É a única espécie para o género Luetkenotyphlus. Pode ser encontrada no Brasil (Minas Gerais, Rio de Janeiro, São Paulo, Paraná, Santa Catarina e Rio Grande do Sul) e Argentina (província de Misiones), e possivelmente no Paraguai.
O seu habitat não é muito bem conhecido, mas sabe-se que é uma espécie terrestre, provavelmente associada a florestas. Já foi encontrada em jardins urbanos. Não se conhecem ameaças à sua conservação.